# 銀星囲碁
銀星囲碁（ぎんせいいご）は、シルバースタージャパンが発売する、コンピュータ囲碁のプログラム。2002年には初段の認定を受けた。2017年10月7日には日本棋院のアマチュア八段の免状を取得。2021年12月17日発売の『銀星囲碁21』では、「九段」が追加された。
シリーズ初期の思考エンジンは北朝鮮の朝鮮コンピューターセンターが開発したKCC囲碁が元となっていた。『銀星囲碁17』以降はディープラーニングのアルゴリズムを取り入れた思考エンジンとなっている。

## 足跡
- 1997年 FOST杯コンピュータ囲碁世界選手権などに「シルバー囲碁 Silver Igo」として出場。ING杯世界コンピュータ囲碁大会では4位となる。
- 1998年 FOST杯で6勝1敗の成績で優勝。
- 1999年 FOST杯で7勝1敗の成績で優勝。日本棋院より2級の認定を受ける。
- 2002年 金島忠九段より初段認定、『世界最強銀星囲碁3』として発売される。
- 2003年 世界コンピュータ囲碁大会 岐阜チャレンジ2003を、7勝1敗で優勝。
- 2004年 世界コンピュータ囲碁大会 岐阜チャレンジ2004を、9勝1敗で優勝。
- 2005年 世界コンピュータ囲碁大会 岐阜チャレンジ2005を、9戦全勝で優勝、3連覇。
- 2006年 au携帯端末向け「最強銀星モバイル」を開始。
世界コンピュータ囲碁大会 岐阜チャレンジ2006を、9戦全勝で優勝、4連覇、公式戦23連勝を記録。
- 2007年 ニンテンドーDS向け『遊んで囲碁が強くなる 銀星囲碁DS』（発売：エレクトロニック・アーツ）が発売される。
- 2009年 近年急速に台頭してきたモンテカルロ法による思考エンジンを中盤用に採用した『世界最強銀星囲碁10』が発売される。
第3回UEC杯コンピュータ囲碁大会優勝。
- 2010年 PlayStation Portable (PSP）向け『銀星囲碁ポータブル』（発売：シルバースタージャパン）が発売される。
- 2014年 PlayStation Vita向け『銀星囲碁 ネクストジェネレーション』（発売：シルバースタージャパン）が発売される[3]。
- 2016年 近年急速に台頭してきたディープラーニングのアルゴリズムを取り入れ、アマチュア八段相当とされる『銀星囲碁17』が発売される。AlphaGoの台頭もあって、商品名から「世界最強」の冠を外した。
- 2017年10月7日、日本棋院のアマチュア八段の免状取得（日本棋院の運営する「日本棋院ネット対局「幽玄の間」」にて2017年10月4日から行われ、六段・七段・八段の一般ユーザーとの対局を102局行い、69勝33敗（レーティングポイント33,385）の成績で八段に昇段となった）。
- 2018年7月13日、入門用『遊んで囲碁が強くなる!銀星囲碁DX』発売。2018年12月13日にはNintendo Switch版とPlayStation 4版も発売された。対局モードのコンピュータの最高棋力は二段。

## シリーズ

### 発売元：シルバースタージャパン
- 銀星囲碁（1999年4月9日発売）
- 銀星囲碁 2（2000年9月8日発売）
世界大会(FOST杯)優勝エンジン搭載
小島高穂九段より2級認定を受けた
自動対局ツール搭載
OCR機能搭載
- 世界最強 銀星囲碁 3（2002年4月18日発売）
金島忠九段から初段認定を受けた
前作までの思考エンジン5種類をすべて搭載
別の手機能・目隠し碁・一色碁・リアルタイム地合い表示機能搭載
- 世界最強 銀星囲碁 3 感謝特別価格版（2002年11月16日発売）
銀星囲碁3が売上No.1を獲得したことを記念した廉価版
- 世界最強 銀星囲碁 3 Newスタンダード（2003年2月28日発売）
機能限定の廉価版
- 世界最強 銀星囲碁 4（2003年6月27日発売）
約10万手の定石データベース・定石エディタを搭載
詰碁問題80問収録
詰碁エンジン・音声エンジン搭載
- 世界最強 銀星囲碁 4 優勝記念特別版（2003年11月28日発売）
「世界コンピュータ囲碁大会Gifuチャレンジ2003」優勝を記念して国際囲碁大学発行の書籍「史上初世界の覇者 薫鉱 布石学特別講座1-3」3冊をもれなくプレゼント
- 世界最強 銀星囲碁 4 NEW スタンダード（2004年4月23日発売）
機能限定の廉価版
- 世界最強 銀星囲碁 5 王座（2004年7月9日発売）
宣伝文句は、「15万手におよぶ定石データ、その定石をカバーする布石データを入力し、アマチュア3・4段に匹敵する序盤を実現」
定石・布石エディタ搭載
盤面を3D化（2Dも選択可能）
詰碁問題100問収録
- 銀星囲碁研究（2004年11月26日発売）
銀星囲碁5に、詰碁問題を400問・手筋問題を100問・布石問題を100問の計600問をプラス
- 超高速銀星囲碁（2004年11月26日発売）
銀星囲碁5のエンジンを、平均1手5秒という超高速型に改良（棋力は若干低下）
- 世界最強 銀星囲碁 6（2005年8月26日発売）
4段階の思考速度、5種類のコンピュータ戦法
一度負けた手順は二度と使わない自動学習機能搭載
詰碁問題200問収録
- 世界最強 銀星囲碁 6 3年連続優勝記念パワーアップキット（2005年12月16日発売）
世界コンピュータ囲碁大会3連覇を記念して、銀星囲碁 六に流行定石・布石を追加したパワーアップ版
- 簡単銀星囲碁（2006年3月24日）
銀星囲碁 六の機能限定・高速版（棋力は若干低下）
- 世界最強 銀星囲碁 7（2006年12月15日発売）
5種類の戦法(一般型/三連星/小林流/中国流/ミニ中国流)、3種類の棋風(一般型/勢力型/実利型)、4段階のレベル（下級/標準/上級/最上級）、4段階の思考時間（無制限/長い/普通/短い）から選択できる
詰碁エンジン搭載
詰碁問題200問・ヨセ問題30問・この手何目問題30問収録
スリムパッケージ版も同日発売
- 世界最強 銀星囲碁 6 NEWスタンダード（2007年4月27日発売）
機能限定の廉価版
- 世界最強 銀星囲碁 8（2007年12月21日発売）
- 超高速銀星囲碁2（2008年10月3日発売）
平均1手5秒という銀星囲碁九の高速改良版（棋力は若干低下）
- 世界最強 銀星囲碁 7 NEWスタンダード（2008年10月24日）
機能限定の廉価版
- 世界最強 銀星囲碁 9（2008年12月12日発売）
アルゴリズムに「αβ法」を搭載
マルチコアCPU対応
- 世界最強 銀星囲碁 10（2009年12月18日発売）
モンテカルロ法を採用。
- 世界最強 銀星囲碁 8 NEWスタンダード（2010年3月12日）
廉価版
- 世界最強 銀星囲碁 11（2010年11月26日）
- 世界最強 銀星囲碁 9 NEWスタンダード（2011年3月18日）
廉価版
- 世界最強 銀星囲碁 12（2011年12月9日）
- 世界最強 銀星囲碁 10 NEWスタンダード（2012年3月16日）
廉価版
- 世界最強 銀星囲碁 13（2012年12月7日）
- 世界最強 銀星囲碁 14（2013年12月13日）
- 世界最強 銀星囲碁 15（2014年12月19日）
- 世界最強 銀星囲碁 16（2016年3月4日）
- 銀星囲碁 17（2016年12月16日）- AlphaGoの登場もあり、タイトルから「世界最強」が外れる。棋力自体はディープラーニングのアルゴリズムを取り入れたこともあり、八段に上昇。
- 銀星囲碁・将棋・麻雀 超お得セット（2017年3月31日）
銀星囲碁Premium(銀星囲碁6相当)、銀星将棋Premium、最強銀星麻雀の廉価版セット
- 銀星囲碁18（2017年12月15日）
- 遊んで囲碁が強くなる!銀星囲碁DX(2018年7月13日、Nintendo Switch版とPlayStation 4版は2018年12月13日）
- 銀星囲碁19（2019年4月19日）
- 銀星囲碁20（2020年7月31日）
- 銀星囲碁21（2021年12月17日）
- 銀星囲碁22（2022年12月16日）

### 発売元：マグノリア
- ファミリー囲碁（1998年発売）
- バリュー囲碁（1999年発売）
- 世界最強 銀星囲碁 for WindowsCE（2000年3月24日発売）
銀星囲碁のWindowsCE版
2級認定
棋譜記録鑑賞ソフト「PocketGoban」を同梱
- 世界最強 銀星囲碁 for Macintosh（2000年11月10日発売）
銀星囲碁のMacintosh版
2級認定
- ファミリー囲碁 2（2000年発売）
- 世界最強 銀星囲碁 2 with パワーアップキット（2001年7月発売）
銀星囲碁 2のパワーアップ版
日本棋院1級認定
- ファミリー囲碁3 スーパーストロング（2001年11月9日発売）
2級認定
- バリュー囲碁 2（2001年12月7日発売）
- ファミリー囲碁3 デラックス&ストロング（2002年8月2日発売）
日本棋院1級認定
思考時間は一局を通して平均5分以内
- バリュー囲碁 3（2003年5月30日発売）
- ファミリー囲碁 4（2004年3月25日発売）
- バリュー囲碁 4（2004年6月25日発売）
- バリュー囲碁 5（2006年6月16日発売）
- IT囲碁（2009年4月27日発売）
- 銀星囲碁 Premium（2010年4月2日発売）- 銀星囲碁6相当
- 銀星囲碁 Premium 2（2011年5月20日発売）- 銀星囲碁7相当
- 銀星囲碁 Premium 3（2012年4月27日発売）- 銀星囲碁8相当

マグノリアが発売しているのは、非モンテカルロの廉価版である。

### 発売元：ジャングル
ジャングルが販売している廉価版である。
- 世界最強銀星囲碁 Super PLATINUM（2010年7月8日発売）
- 世界最強銀星囲碁 Super PLATINUM 2（2011年4月21日発売）
- 世界最強銀星囲碁 Super PLATINUM 3（2012年4月6日発売）
- 世界最強銀星囲碁 Super PLATINUM 4（2013年4月18日発売）- 銀星囲碁10相当

### 販売元:ソースネクスト
ソースネクストは現在、銀星囲碁を販売していない。
- 世界最強銀星囲碁4 NEWスタンダード（2006年6月30日発売）

### 販売元：メディアカイト
メディアカイトは2007年に破産した。
- Great Series 世界最強 銀星囲碁 2（2002年3月8日販売）
- Ultra Series 世界最強 銀星囲碁（2002年4月5日発売）
- Super1500 ファミリー囲碁 2 （2002年4月19日販売）
Great Series 世界最強 銀星囲碁 2の廉価版
- 遊遊 世界最強 銀星囲碁 2（2004年2月19日販売）
- 遊遊 ファミリー囲碁 2（2004年2月19日販売）
- おやじの挑戦 囲碁の奥義（2004年11月19日発売）
- 遊遊 ファミリー囲碁 3 デラックス&ストロング（2005年8月19日発売）

## 銀星囲碁の主な仕様
- データ:15万手の定石、および布石パターンを格納、詰碁エンジンを搭載。
- 対局機能:戦法や棋風や、レベルを複数から選択可。
- 他の機能:自動学習機能、定石・布石エディタ、盤面編集機能・変化図の編集（分岐棋譜の作成）、棋譜OCR・棋譜印刷機能、リアルタイム地合い表示、目隠し碁・一色碁設定、音声認識による対局機能、ネット碁会所接続機能。

## ゲーム機用
一覧以外でもスマートフォン用も販売されている。
- 世界最強銀星囲碁（2001年11月29日発売）PlayStation
- 世界最強銀星囲碁2（2003年1月23日発売）PlayStation
- 世界最強銀星囲碁5（2004年6月10日発売）PlayStation 2
- 世界最強銀星囲碁6（2005年8月11日発売）PlayStation 2
- 世界最強銀星囲碁講座（2009年11月19日発売）PlayStation 2
- 遊んで囲碁が強くなる!!銀星囲碁DS （2007年3月1日発売）ニンテンドーDS[4]
- 銀星囲碁PORTABLE（2010年5月20日発売）PlayStation Portable
- 世界最強銀星囲碁 ハイブリッドモンテカルロ（2010年11月25日発売）PlayStation 3
- 銀星囲碁3D（2011年11月22日発売）ニンテンドー3DS[5] - ダウンロード販売。
- 銀星囲碁2 ネクストジェネレーション（2013年12月12日）PlayStation 3
- 銀星囲碁 ネクストジェネレーション（2014年11月27日）PlayStation Vita
- だれでも初段になれる囲碁教室（2017年5月25日）PlayStation Vita
- 遊んで囲碁が強くなる!銀星囲碁DX(2018年12月13日）Nintendo Switch[6]、PlayStation 4